# Leviathan van Parsonstown
De Leviathan van Parsonstown of the 6-voettelescoop van Rosse was een spiegeltelescoop met een diameter van 1,8 m die de grootste telescoop van de wereld was van 1845 tot de ingebruikname van de Hookertelescoop van 100 inch (2,5 m) van het Mount Wilson-observatorium in 1917. De telescoop was gebouwd door William Parsons op zijn landgoed Birr Castle in Parsonstown, nu Birr, wat tegenwoordig in de republiek Ierland ligt.

## Ontwerp en constructie

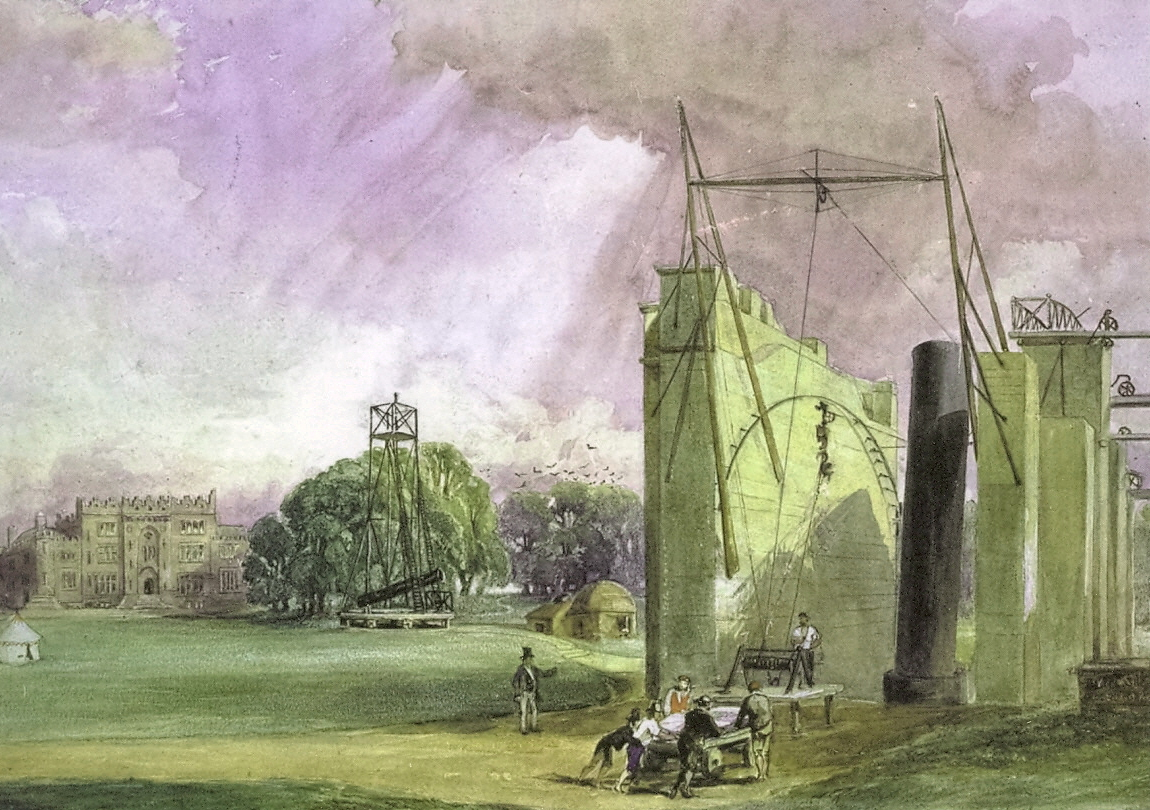
De zesvoettelescoop, drievoettelescoop en het kasteel.

Parsons verbeterde de techniek om grote telescoopspiegels uit spiegelmetaal (speculum) te gieten, slijpen, en polijsten, en construeerde  slijpmachines voor parabolische spiegels die werkten op stoomkracht. Zijn spiegel van 3 voet (90 cm) uit 1839 was gegoten in kleinere delen die aaneengebouwd werden voor het slijpen en polijsten. Zijn opvolger van 1840 was in een stuk gegoten. In 1842 had Parsons zijn eerste spiegel van 6 voet (1,8 m) gegoten, maar het duurde nog vijf pogingen voordat hij twee geslepen en gepolijste spiegels had.
Speculumspiegels werden snel aangetast; met twee spiegels kon een daarvan gebruikt worden in de telescoop terwijl de andere weer gepolijst werd. De buis van de telescoop en de ondersteunende structuur kwamen gereed in 1845.
De spiegel had een dikte van 13 cm en woog bijna 3 ton. Dit betekende dat de spiegel ondersteuning nodig had om vervorming door zijn eigen gewicht te voorkomen. De lengte van telescoop en spiegel was ongeweer 16,5 meter, en het totale gewicht was ongeveer 12 ton. De buis werd ondersteund aan de kant van de spiegel door een scharnier met twee assen, waardoor de buis kon bewegen over een groot bereik in elevatie en ook kon draaien in een beperkt bereik in azimut. Het bereik in azimut was beperkt tot ongeveer een uur (15 graden) door de ondersteunende muren aan de oost en westkant van de telescoopbuis. De muren stonden 7 m uit elkaar en waren 12 m hoog en 21,5 m lang. Een ketting en een tegenwicht hielden de telescoop in balans, en een andere ketting met een lier controleerde de elevatie. Door middel van een tandheugelkonstruktie kon het azimut veranderd worden. Deze konstruktie was verbonden met de oostelijke ondersteunende muur waar deze kon bewegen langs een ijzeren boog om de telescoop in elevatie te bewegen.
De telescoop was een Newtontelescoop met het oculair aan de westkant. Bij lage elevatie kon de waarnemer het oculair bereiken vanaf een houten konstruktie die gebouwd was tussen de twee muren en kon variëren in hoogte. Een kooi op de konstruktie kon bewegen in horizontale richting zodat het oculair bij verschillende azimut kon worden bereikt.

## Gebruik
Het doel van de telescoop was om de objecten in de catalogi van Charles Messier en John Herschel opnieuw waar te nemen. Deze catalogi bevatten sterrenhopen en nevels en gaswolken en het was de vraag of de laatste niet-opgeloste sterrenhopen waren of echte nevels waren. Met de telescoop werden vage gebieden opgelost, die waarschijnlijk de eerste sterrenstelsels waren die als zodanig herkend werden. Parsons ontdekte dat verscheidene nevels een spiraalvormige structuur hadden, wat een het bestaan van een dynamisch proces suggereerde. De bekendste spiraalnevel die waargenomen werd door Parsons was Messier 51, die hij oploste in sterren.

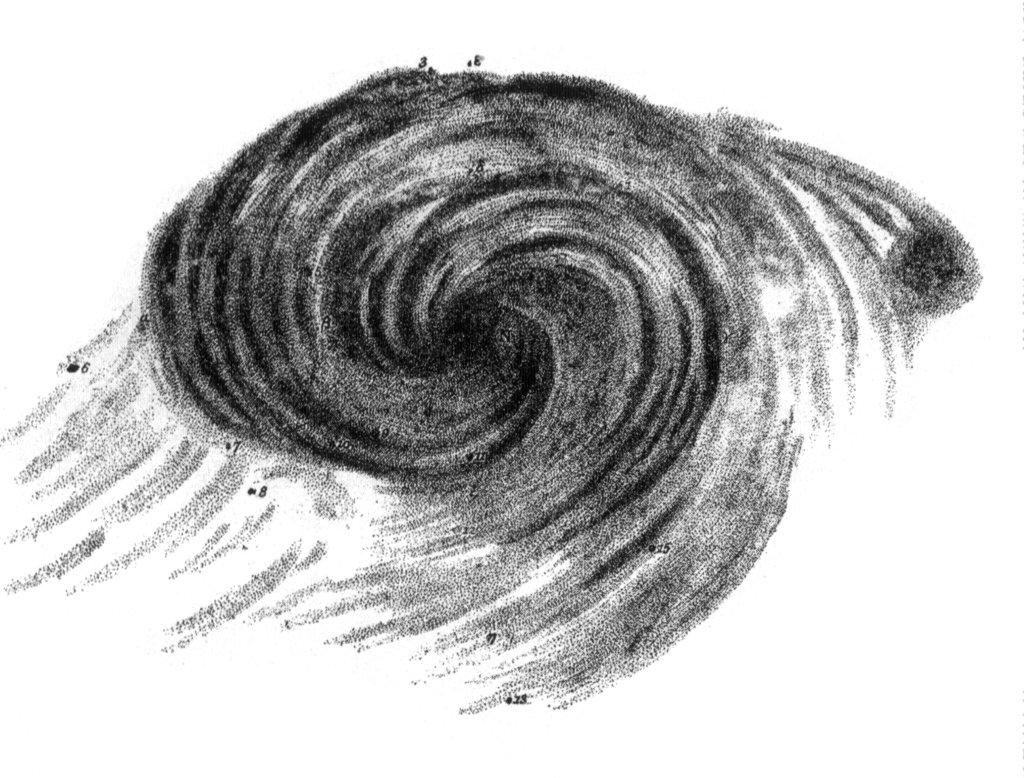
Tekening van Messier 51 gemaakt door Parsons in 1845 gebaseerd op waarnemingen met de Leviathan

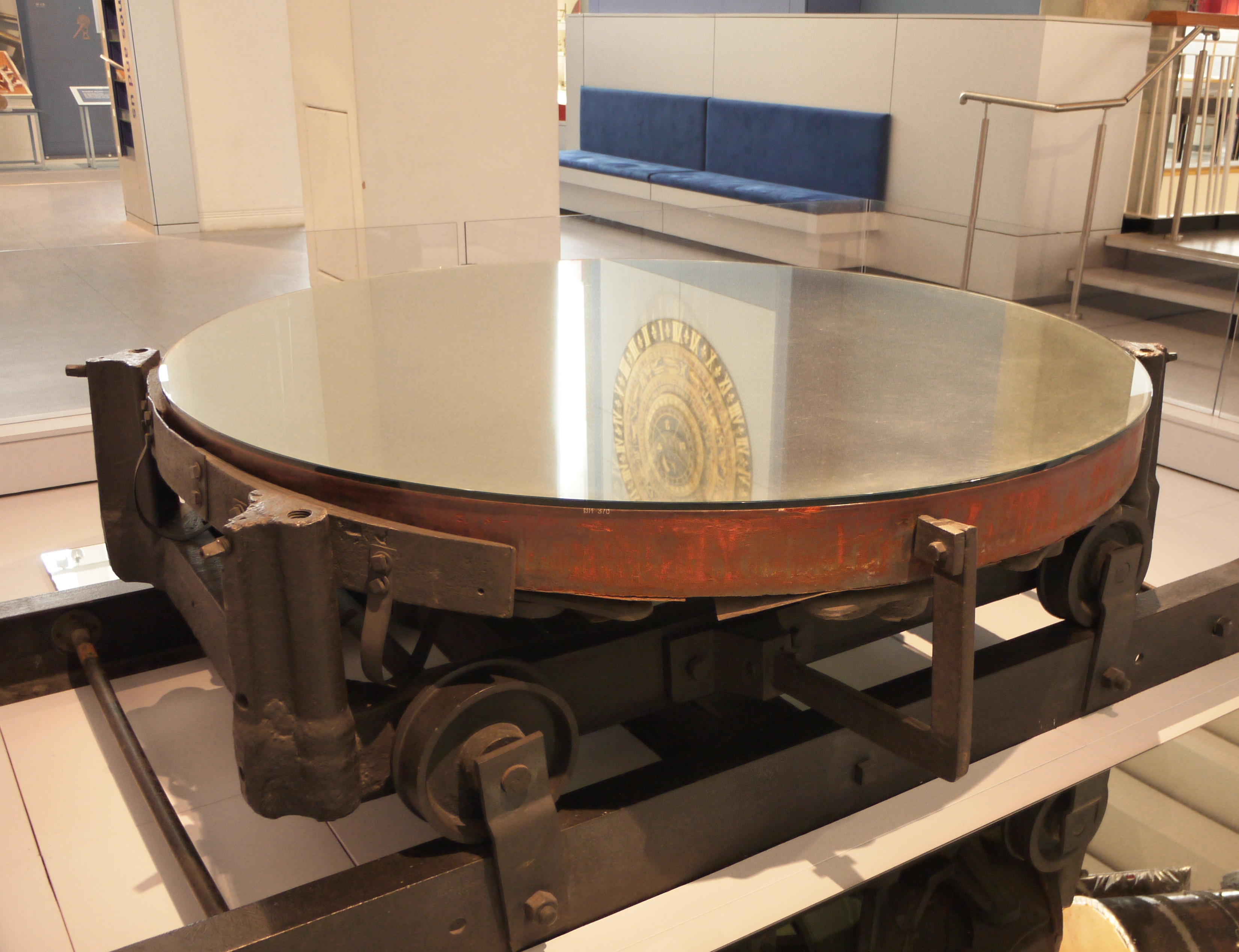
Een van de twee originele spiegels

Na het overlijden van William Parsons (de 3e earl van Rosse) in 1867 vervolgde de 4e earl van Rosse (Laurence Parsons) het werk met de telescoop. Van 1874 tot 1878 werkte Johan Dreyer met de telescoop en begon met de samenstelling van zijn New General Catalogue van nevels en sterrenhopen.
Hoewel de 4e earl een kleinere equatoriale telescoop van 3 voet bouwde in 1876, bleef de telescoop van 6 voet in gebruik tot ongeveer 1890. Na zijn dood in 1908 werd de telescoop gedeeltelijk afgebroken en in 1914 werd een van de spiegels met bijbehorende construktie verplaatst naar het Science Museum in Londen. De buis, tweede spiegelkonstruktie en het scharnier bleven bewaard.

## Reconstructie

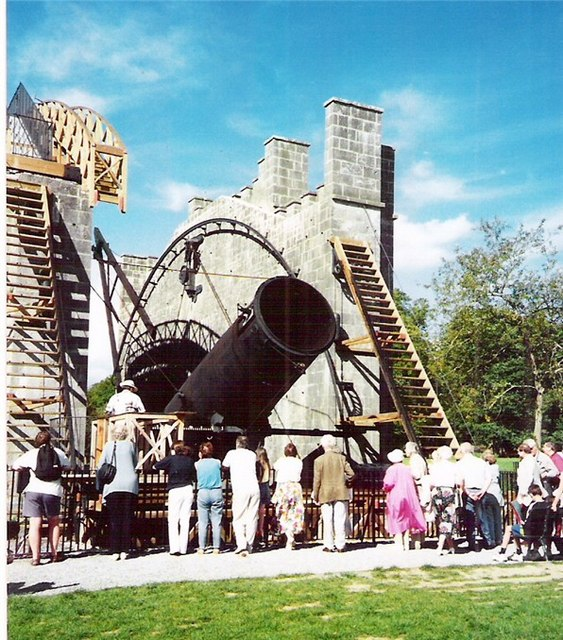
De gereconstrueerde telescoop

Na een televisie-uitzending, lezing, en een boek van Patrick Moore was er in de jaren 1970 hernieuwde interesse in de telescoop van 6 voet en langzamerhand werd de telescoop een toeristische attractie. Maar het duurde tot de jaren 1990 dat plannen om de telescoop te herbouwen ten uitvoer werden gebracht. In 1994 werd de gepensioneerde ingenieur en amateurastronoom Michael Tubridy gevraagd om de telescoop van 6 voet van Lord Rosse te onderzoeken en te herontwerpen. De originele tekeningen waren verloren, en het kostte enige moeite om de resten van de telescoop, commentaren in waarnemingsboeken en foto's van Mary Rosse (de vrouw van de 3e earl) te combineren. De reconstructie duurde van begin 1996 tot begin 1997. Plannen om een werkende spiegel te installeren moesten worden uitgesteld wegens geldgebrek.
De nieuwe spiegel werd geïnstalleerd in 1999. In tegenstelling tot de originele speculumspiegel en moderne spiegels van glas met coating van aluminium of zilver, is deze spiegel gemaakt van aluminium, wat een compromis is tussen echtheid en bruikbaarheid voor astronomische waarnemingen.

## Radiotelescoop
In 2017 werd op het terrein van het kasteel van Birr het LOFAR-station IE613 geïnstalleerd, een van 50 stations van zulke stations in Europa. Dit is het meest westelijke station in het netwerk van LOFAR. 
LOFAR doet waarnemingen op frequenties tussen 10 en 240 MHz met twee soorten antennes, respectievelijk voor frequenties tussen 10 en 80 MHz (low band antenna; LBA) en tussen 120 en 240 MHz (high band antenna; HBA). Van beide antennes werden er 96 bij het kasteel geplaatst.